# Lucenay-lès-Aix
Lucenay-lès-Aix – miejscowość i gmina we Francji, w regionie Burgundia-Franche-Comté, w departamencie Nièvre.
Według danych na rok 1990 gminę zamieszkiwało 1139 osób, a gęstość zaludnienia wynosiła 21 osób/km² (wśród 2044 gmin Burgundii Lucenay-lès-Aix plasuje się na 201. miejscu pod względem liczby ludności, natomiast pod względem powierzchni na miejscu 17.).